# نیکولای لی کاس
نیکولای لی کاس (دانمارکی: Nikolaj Lie Kaas؛ زادهٔ ۲۲ مهٔ ۱۹۷۳) یک بازیگر اهل دانمارک است. وی از سال ۱۹۹۱ میلادی تاکنون مشغول فعالیت بوده‌است.
از فیلم‌ها یا برنامه‌های تلویزیونی که وی در آن نقش داشته است، می‌توان به یک انسان به‌تمام معنا، جنایت، فرشتگان و شیاطین، بازسازی، فردی فراگ‌فیس، افشاگر، پخمه‌ها، برادران، نامزد، پلوتونیم-۲۳۹، انسان و مرغ، قصاب‌های سبز، تا ابد عاشقت هستم، نورهای سوسوزننده، غایب، کارل، سمفونی کودکی من و کودک ۴۴ اشاره کرد.